# コンスタンチン・モチューリスキー
コンスタンチン・モチューリスキー（ロシア語: Константин Васильевич Мочульский、コンスタンチン・ワシーリエヴィチ・モチューリスキー、1892年1月28日（現行暦2月9日） - 1948年3月21日）は、文芸学者。オデッサ出身。

## 概要
大著『評伝ドストエフスキー』（下記・日本語版では全754頁）を著述した。
ゲシュタポによって逮捕され、ナチスの強制収容所で亡くなった修道女マザー・マリア（エリザヴェータ・スコプツォーワ）とかかわりがあった。

## 略歴
- 1892年1月28日、オデッサで生まれる[1]。
- 1910年、ペテルブルグ大学文学部ロマンス語・ドイツ語学科入学[1]。
- 1922年、パリに移り住む[1]。
- 1924年、ソルボンヌのロシア学部において教授となる（1941年まで）[1]。
- 1946年、結核になる[1]。
- 1948年3月21日、56歳で亡くなる[1]。

## 著書
- コンスタンチン・モチューリスキー『評伝ドストエフスキー』 松下裕・松下恭子訳、筑摩書房、2000年。ISBN 4480885099
初刊は1947年、ロシア語で『ドストエフスキー──生涯と作品』[1]で刊行。